# 愛はいつも君の中に/普通、アイドル10年やってらんないでしょ!?
「愛はいつも君の中に/普通、アイドル10年やってらんないでしょ!?」（あいはいつもきみのなかに/ふつう、アイドルじゅうねんやってらんないでしょ!?）は、Berryz工房の35枚目のシングル。2014年6月4日にアップフロントワークス（PICCOLO TOWNレーベル）から発売された。

## 概要
- 初回限定盤A・B・C、通常盤A・Bの5形態で発売。初回限定盤A・B・CはCD＋DVD、通常盤A・BはCDのみ。全ての初回限定盤にイベント抽選シリアルナンバーカードが封入されている。通常盤の初回仕様にはトレカサイズ生写真ソロ7種+集合1種がランダムで封入されている（通常盤A：「愛はいつも君の中に」Ver.・通常盤B：「普通、アイドル10年やってらんないでしょ!?」Ver.）。
- 「普通、アイドル10年やってらんないでしょ!?」のタイトルは、2014年4月20日に公開収録されて5月2日にオンエアされた、ニッポン放送「Berryz工房のオールナイトニッポンGOLD」で発表された[5]。

## 収録曲
全作詞・作曲：つんく

### 初回限定盤A・C、通常盤A
1. 愛はいつも君の中に [3:31]
編曲：平田祥一郎
2. 普通、アイドル10年やってらんないでしょ!? [4:47]
編曲：AKIRA
3. 愛はいつも君の中に (Instrumental) [3:30]
4. 普通、アイドル10年やってらんないでしょ!? (Instrumental) [4:48]

#### 初回限定盤A付属DVD
1. 愛はいつも君の中に (Music Video)
2. 愛はいつも君の中に (Making Film)

#### 初回限定盤C付属DVD
1. 愛はいつも君の中に (Dance Shot Ver.)
2. 普通、アイドル10年やってらんないでしょ!? (Dance Shot Ver.)

### 初回限定盤B、通常盤B
1. 普通、アイドル10年やってらんないでしょ!? [4:48]
2. 愛はいつも君の中に [3:30]
3. 普通、アイドル10年やってらんないでしょ!? (Instrumental) [4:47]
4. 愛はいつも君の中に (Instrumental) [3:31]

#### 初回限定盤B付属DVD
1. 普通、アイドル10年やってらんないでしょ!? (Music Video)
2. 普通、アイドル10年やってらんないでしょ!? (Making Film)

## 参加ミュージシャン
愛はいつも君の中に
- プログラミング：平田祥一郎
- コーラス：清水佐紀・山尾正人

普通、アイドル10年やってらんないでしょ!?
- プログラミング：AKIRA
- コーラス：清水佐紀・AKIRA